# Lorik Cana
Lorik Cana [lɔɾik ʦɑ̟nɑ̟] (* 27. Juli 1983 in Priština, SFR Jugoslawien, heute Kosovo) ist ein ehemaliger albanischer Fußballspieler. Cana besitzt neben der albanischen auch die französische Staatsangehörigkeit.
Als Kind verließ Cana mit seiner Familie den von Bürgerkrieg gefährdeten Kosovo und ging in die Schweiz. Sein Vater Agim Cana, ehemaliger Junioren-Nationalspieler Jugoslawiens, hatte ein Angebot von einem Zweitligisten in Lausanne angenommen.

## Karriere

### Im Verein
Als Jugendlicher schloss sich der defensive Mittelfeldspieler 1997 dem FC Lausanne-Sport an. Als 16-Jähriger hatte Lorik ein Angebot vom FC Arsenal, das er aufgrund von Visumproblemen ablehnen musste. Es folgte 2000 ein Angebot von Paris Saint-Germain, das er annahm. Zur Saison 2002/03 rückte er aus der Jugend in die zweite Mannschaft der Hauptstädter auf.
Nach einer Saison stieg Cana in der ersten Mannschaft von PSG auf. Mit 20 Jahren wurde er zu „Albaniens Fußballspieler des Jahres 2003“ gewählt. 2004 erhielt er ebenfalls diese Auszeichnung. Im Sommer 2005 wechselte Cana zu Olympique Marseille, da er beim PSG-Vorstand und beim damaligen Trainer Laurent Fournier in Ungnade gefallen war. Dort stieg er zum Kapitän auf. Sein erstes Tor für Olympique Marseille schoss er gegen seinen alten Verein Paris Saint-Germain. 
Zur Saison 2009/10 wechselte Cana für knapp 5,5 Millionen Euro in die Premier League zum AFC Sunderland. In der Sommerpause 2010 wechselte Cana für vier Jahre zu Galatasaray Istanbul. Die Transfersumme betrug sechs Millionen Pfund. Nach nur einer Saison verließ Cana Galatasaray und wechselte zur Saison 2011/12 zu Lazio Rom in die italienische Serie A.
Nach vier Jahren für die Römer wechselte er zurück nach Frankreich zum FC Nantes, wo er einen Einjahresvertrag unterschrieb. Für die kommenden Saison hat er seinen auslaufenden Vertrag nicht verlängert.   

### In der Nationalmannschaft
Kurz nach seinem Debüt für PSG wurde er erstmals in die albanische Nationalmannschaft berufen. Sein erstes Länderspiel bestritt er gegen die Schweiz, wo er lange Zeit gelebt hatte. 
In der albanischen Nationalmannschaft ist er Rekordnationalspieler mit über 90 Einsätzen. Er erzielte ein Tor in einem Freundschaftsspiel gegen Aserbaidschan.
Bei der Fußball-Europameisterschaft 2016 in Frankreich wurde er als Kapitän in das albanische Aufgebot aufgenommen. In der Auftaktpartie gegen die Schweiz wurde er nach einem absichtlichen Handspiel in der 36. Spielminute des Platzes verwiesen. Zu diesem Zeitpunkt lag Albanien 0:1 zurück und konnte das Ergebnis danach in Unterzahl nicht mehr ändern. Nach der Sperre im zweiten Spiel kam er in der letzten Partie gegen Rumänien noch einmal als Einwechselspieler in den Schlussminuten zum Einsatz. Obwohl Albanien dieses Spiel gewann, schied das Land als einer der beiden schlechtesten Gruppendritten aus. Nach dem Turnier erklärte er seinen Rücktritt aus der Nationalmannschaft.

## Engagement
Cana ist UNO-Botschafter gegen Armut.

## Erfolge
- 2003/04: Albanischer Fußballer des Jahres
- 2003/04: Französischer Pokalsieger mit Paris Saint-Germain
- 2003/04: Französischer Vizemeister mit Paris Saint-Germain
- 2005/06: Finale der Coupe de France mit Olympique Marseille
- 2006/07: Finale der Coupe de France mit Olympique Marseille
- 2006/07: Französischer Vizemeister mit Olympique Marseille
- 2012/13: Italienischer Pokalsieger mit Lazio Rom